# Jakamárfélék
A jakamárfélék (Galbulidae) a madarak (Aves) osztályának és a harkályalakúak (Piciformes) rendjének egyik családja.

## Rendszertani besorolásuk
Mivel a jakamárfélék és a legközelebbi rokonaik, az úgynevezett bukkófélék (Bucconidae), testfelépítésük szerint, inkább a szalakótaalakúak (Coraciiformes) közé sorolhatók, sokáig egyeseknek nehéz volt elfogadni, hogy valójában a harkályalakúak rendjének részei, és együtt a Galbuli alrendet képezik, melyet régen jakamáralakúak (Galbuliformes) néven külön rendként is szerepeltették. Azonban a 2003-ban végzett sejtmag DNS-vizsgálatok (nDNA) azt mutatták, hogy a bukkók és a jakamárok a Galbuli alrendbe tömörülve, testvércsoportja, a többi harkályalakút összefoglaló Pici alrenddel; továbbá az a tulajdonságuk, melyben két ujjuk előre- és kettő hátranéz, már a két csoport különválása előtt ki volt alakulva. Per Ericsonnak és társainak a genom DNS-vizsgálatai (gDNA), megerősítették ezt a tényt.

## Előfordulásuk
Ezek a madarak Mexikótól kezdve, Közép-Amerikán keresztül Dél-Amerika legnagyobb részéig, sokfelé megtalálhatók. Főleg az alföldi és dombsági erdőket és esőerdőket kedvelik, ahol az erdők szélén és a fák lombkoronái között, főleg rovarokra vadásznak.

## Megjelenésük
Törzsük karcsú, megnyúlt. Csőrük többnyire egyenes, hosszú, éles kávájú, árszerű. Lábuk kicsi, gyenge. Szárnyuk rövid, alig éri túl a farktövét. Ezek a középméretű madarak, fajtól függően 14-34 centiméteresek és 17-75 grammosak lehetnek. Habár a harkályalakúak közé tartoznak, megjelenésükben inkább a gyurgyalagfélékre (Meropidae) emlékeztetnek. Lábfejeik négy ujjban végződnek - kivételt, csak a háromujjú jakamár (Jacamaralcyon tridactyla) képez -, ezekből kettő előre- és kettő hátramutat. A fémesen csillogó tollazatuk, irizáló hatású. Eme madarak többsége zöldes vagy rozsdás-vörös színű. A hím és tojó között nincs, vagy alig van nemi kétalakúság; legfeljebb a hím torka vagy begye fehéren foltozott.

## Életmódjuk
A jakamárfélék rovarevő madarak, főleg repülő rovarokkal, például lepkékkel és molyokkal táplálkoznak. A nagyobb fajok étlapjukat kisebb gyíkokkal és pókokkal egészítik ki.

## Szaporodásuk
A költési szokásaikról, eddig igen keveset tudunk. Feltételezhetően monogám párkapcsolatban élnek, bár egyes fajoknál megfigyelték a hosszabb tartó családi életet is, vagyis a fiókákat az elmúlt évi felnőtté vált egykori fiókák is etetik, besegítve a szülőknek. A fészkeiket meredek folyópartokba vájt üregekbe, faodvakba és fán lakó termeszek váraiba rakják. A folyóparti fészkelők, kisebb kolóniákba tömörülnek. A fészekalj 1-4 tojásból áll; ezeken mindkét szülő kotlik. A különböző fajok kotlási időtartama nemigen ismert, de a vörösfarkú jakamáré (Galbula ruficauda) 19-26 nap közötti. Más harkályalakúaktól eltérően, a fiókák nem csupaszon, hanem pihetollakkal kelnek ki.

## Rendszerezés
A családba az alábbi 5 nem és 18 faj tartozik:
- Brachygalba Bonaparte, 1854 – 4 faj
- Galbalcyrhynchus Des Murs, 1845 – 2 faj
- Galbula Brisson, 1760 – 10 faj; típusnem
- Jacamaralcyon Lesson, 1830 – 1 faj
- Jacamerops Lesson, 1830 – 1 faj

### Fordítás
- Ez a szócikk részben vagy egészben  a   Jacamar című angol Wikipédia-szócikk ezen változatának fordításán alapul.  Az eredeti cikk szerkesztőit annak laptörténete sorolja fel. Ez a jelzés csupán a megfogalmazás eredetét és a szerzői jogokat jelzi, nem szolgál a cikkben szereplő információk forrásmegjelöléseként.